# Waverly hely: Az új varázslók
A Waverly hely: Az új varázslók (eredeti cím: Wizards Beyond Waverly Place) 2024-től vetített amerikai vígjátéksorozat, amelyet Todd J. Greenwald alkotott. A Varázslók a Waverly helyből című sorozat folytatása. A főbb szerepekben Janice LeAnn Brown, Alkaio Thiele, Max Matenko, Taylor Cora, Mimi Gianopulos és David Henrie látható.
Amerikában 2024. október 29-én, Magyarországon 2025 március 24-étől mutatja be a Disney Channel.
2025 márciusában berendelték a második évadot.

## Ismertető
A felnőtt Justin Russo normális életet él feleségével és két fiával Staten Islanden, mígnem húga, Alex segítséget kér tőle egy fiatal varázslótanonc, Billie mentorálásában. Justin aktiválja varázserejét, hogy segítse a lányt, miközben igyekszik egyensúlyt teremteni hétköznapi élete és a Varázsvilág jövőjének megóvása között.

## Szereplők

### Főszereplők
| Szereplő     | Színész            | Magyar hang         | Leírás                                                                                            |
| ------------ | ------------------ | ------------------- | ------------------------------------------------------------------------------------------------- |
| Billie       | Janice LeAnn Brown | Hegedűs Johanna     | Fiatal varázsló, akit Alex Justinhoz küld, hogy kiképezze és mentorálja őt.                       |
| Roman Russo  | Alkaio Thiele      | Vízler Deján        | Justin idősebb fia és Milo bátyja.                                                                |
| Milo Russo   | Max Matenko        | Plesznivy Álmos     | Justin fiatalabb fia és Roman öccse.                                                              |
| Winter       | Taylor Cora        | Dajka Bíbor Csillag | Billie és Roman legjobb barátja.                                                                  |
| Giada Russo  | Mimi Gianopulos    | Mikecz Estilla      | Justin halandó felesége, valamint Roman és Milo édesanyja, aki oknyomozó riporter a WOWP Newsnál. |
| Justin Russo | David Henrie       | Kováts Dániel       | Giada férje, a Greenwald Középiskola igazgatója, valamint Roman és Milo édesapja.                 |

### Mellékszereplők
| Szereplő             | Színész               | Magyar hang        | Leírás |
| -------------------- | --------------------- | ------------------ | --- |
| Bigelow McFigglehorn | Kirsten Vangsness     | Sági Tímea         | A varázsló törvényszék egyik tagja. |
| Iggy                 | Sarrie Thompson       | Engel-Iván Lili    | Tündér, Roman Russo szerelme. |
| Bella Bianchi        | Eleanor Sweeney       | Schmidt Regina     | Justin szomszédja, aki viszályban áll Milóval. |
| Alex Russo           | Selena Gomez          | Bogdányi Titanilla | Justin húga, valamint Milo és Roman nagynénje. A varázsló törvényszék egyik tagja, és ő a Russo család hivatalos varázslója.                                       |
| Theresa Russo        | Maria Canals-Barrera  | Pikali Gerda       | Justin, Alex és Max édesanyja, valamint Milo és Roman nagymamája.                                                                                                  |
| Jerry Russo          | David DeLuise         | Holl Nándor        | Justin, Alex és Max édesapja, valamint Milo és Roman nagyapja, aki jelenleg a Spellp-Line-nál dolgozik.                                                            |
| Anita Bianchi        | Kristin Hensley       | Sipos Eszter Anna  | Bella anyja. |
| Nerissa              | Mykal-Michelle Harris | Schmidt Karolina   | Billie barátja a WizTechből. |
| Alistair Goodspeed   | Amir Talai            | Elek Ferenc        | Justin volt munkatársa a WizTechből, aki valójában az igazi oka annak, hogy Justint kirúgták a WizTechből, mivel ő mártotta be Justint az "Egyszarvú Incidensért". |

### Magyar változat
- Felolvasó: Schmidt Andrea
- Magyar szöveg: Vajda Evelin
- Hangmérnök: Salgai Róbert
- Vágó: Házi Sándor
- Gyártásvezető: Kablay Luca
- Szinkronrendező: Molnár Ilona
- Produkciós vezető: Szegedi-Kiss Patrik

A szinkront az Iyuno Hungary készítette.

## Epizódok
| #   | #   | Eredeti cím                           | Magyar cím                       | Rendezte              | Írta                                                 | Eredeti premier    | Magyar premier    |
| --- | --- | ------------------------------------- | -------------------------------- | --------------------- | ---------------------------------------------------- | ------------------ | ----------------- |
| 1.  | 1.  | Everything Is Not What It Seems       | Semmi sem az, aminek látszik     | Andy Fickman          | Jed Elinoff és Scott Thomas                          | 2024. október 29.  | 2025. március 24. |
| 2.  | 2.  | Mortal Vibes Only                     | Csak gyilkos megérzések          | Jody Margolin Hahn    | Jed Elinoff és Scott Thomas                          | 2024. október 29.  | 2025. március 25. |
| 3.  | 3.  | Saved by the Spell                    | A megmentő varázslat             | Andy Fickman          | Jed Elinoff és Scott Thomas                          | 2024. október 30.  | 2025. március 26. |
| 4.  | 4.  | Something Wizard This Way Comes       | Varázslatos Halloween            | Bob Koherr            | Molly Haldeman                                       | 2024. október 30.  |                   |
| 5.  | 5.  | Wizards Just Wand to Have Fun         | A varázslók csak botozni akarnak | Victor Gonzalez       | Brittany Assaly és Danielle Calvert                  | 2024. november 8.  | 2025. március 27. |
| 6.  | 6.  | The Legend of Creepy Follows          | Borzongda legendája              | Andy Fickman          | Rick Williams                                        | 2024. november 8.  | 2025. március 28. |
| 7.  | 7.  | We're Gonna Need a Bigger Float       | Nagyobb hajó fog kelleni         | Andy Fickman          | Robin M. Henry                                       | 2024. november 15. | 2025. március 31. |
| 8.  | 8.  | You Can't Handle the Tooth            | Fogalmatlan Justin               | Victor Gonzalez       | Sandra Oyeneyin                                      | 2024. november 15. | 2025. április 1.  |
| 9.  | 9.  | Wiz-Taken Identity                    | Varázs-csere                     | Lynda Tarryk          | Jorge Thomson                                        | 2024. november 22. | 2025. április 2.  |
| 10. | 10. | Ain't Gnome Party Like a Wizard Party | A varázsló buli a tuti           | Raven-Symoné          | Brett Maier                                          | 2024. november 22. | 2025. április 3.  |
| 11. | 11. | Potions Eleven                        | Elmeutazás                       | Danielle Fishel       | Emily Orr és Ali Peikin                              | 2025. január 17.   | 2025. április 4.  |
| 12. | 12. | Battle of the Wands                   | Pálcák csatája                   | Robbie Countryman     | Brittany Assaly és Danielle Calvert                  | 2025. január 17.   |                   |
| 13. | 13. | There's Something About the Russos    | Van valami Suskus Russo-éknál    | Leonard R. Garner Jr. | Molly Haldeman                                       | 2025. január 24.   |                   |
| 14. | 14. | Ready Player Wand                     | A varázs-társasjáték             | Danielle Fishel       | Emily Orr és Ali Peikin                              | 2025. január 24.   |                   |
| 15. | 15. | Quest Birthday Ever!                  | Boldog szülinapi próbát!         | Bob Koherr            | Brett Maier és Jorge Thomson                         | 2025. január 31.   |                   |
| 16. | 16. | While You Were Sleepcasting           | Az alvarázsló                    | Robbie Countryman     | Chloe Mathieu és Rick Williams                       | 2025. január 31.   |                   |
| 17. | 17. | Abraca-Disaster!                      | Abrakatasztrófa!                 | Jody Margolin Hahn    | Aaron Mervis és Robin M. Henry                       | 2025. február 7.   |                   |
| 18. | 18. | Hit Me With Your Best Bot             | Robotcsata                       | Victor Gonzalez       | Molly Haldeman és Brittany Assaly & Danielle Calvert | 2025. február 7.   |                   |
| 19. | 19. | Raiders of the Locked Archive         | A reteszelt irattár              | Jody Margolin Hahn    | Robin M. Henry és Rick Williams                      | 2025. február 14.  |                   |
| 20. | 20. | When You Wish Upon A Squonk           | Furcsa lény, ha nálad jár        | Jody Margolin Hahn    | Jed Elinoff és Scott Thomas                          | 2025. február 21.  |                   |
| 21. | 21. | Nigh is Now!                          | A majdnem most van!              | Andy Fickman          | Jed Elinoff és Scott Thomas                          | 2025. február 28.  |                   |

## A sorozat készítése
2024. január 18-án bejelentették, hogy a Disney megrendelte a Varázslók a Waverly helyből folytatásának próbaepizódját. A próbaepizódot Jed Elinoff és Scott Thomas írta, akik korábban a Raven otthonát fejlesztették, és Andy Fickman rendezte. Elinoff, Thomas és Fickman vezető producerként dolgoznak a sorozaton, Selena Gomez és David Henrie vezető producerek, valamint Gary Marsh egykori televíziós vezető és Jonas Agin is részt vesz a gyártásban. A próbaepizódot 2024. február 1-jén forgatták, Gomez vendégszereplőként visszatért Alex Russo szerepében. A történet szerint Henrie karaktere, Justin Russo, feladta varázserejét, hogy normális emberként éljen. 2024. március 22-én a Disney Channel berendelte az első évadot.
A forgatás 2024 áprilisában kezdődött Los Angelesben. A korai forgatások során Wizards munkacímen futott, míg 2024 májusában hivatalosan is bejelentették a címet: Waverly hely: Az új varázslók. Az évad rendezői között van Raven-Symoné és Danielle Fishel, valamint Andy Fickman, aki a próbaepizódon kívül további epizódokat is rendezett.